# Typhedanus
Typhedanus là một chi bướm đặc trưng trong họ Hesperiidae.

## Hình ảnh

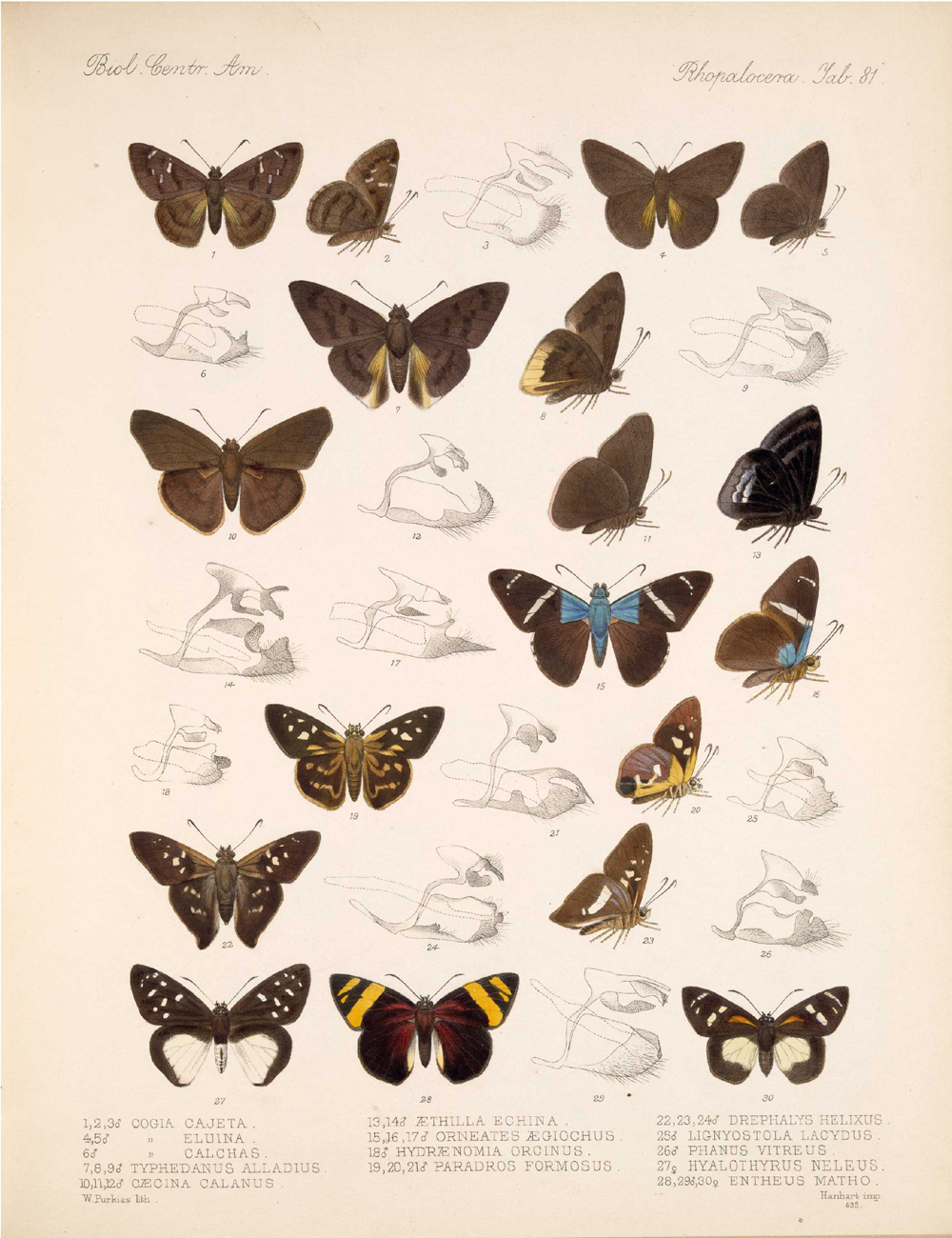